# (37516) 2027 T-3
2027 T-3 (asteroide 37516) é um asteroide da cintura principal. Possui uma excentricidade de 0.11117760 e uma inclinação de 4.95120º.
Este asteroide foi descoberto no dia 16 de outubro de 1977 por Cornelis Johannes van Houten e Ingrid van Houten-Groeneveld e Tom Gehrels em Palomar.